# 生駒一正
生駒 一正（いこま かずまさ）は、戦国時代から江戸時代初期にかけての武将、大名、第2代高松藩主。生駒親正の長男。　

## 生涯
弘治元年（1555年）、織田家の家臣・生駒親正の長男として誕生した。
初め織田信長に仕え、紀伊雑賀攻めなどで活躍した。信長死後は羽柴秀吉に仕えて数々の合戦に参加する。天正19年（1591年）、従五位下・讃岐守に叙任される。朝鮮出兵にも参加し、蔚山城の戦いなどで活躍した。
慶長5年（1600年）の関ヶ原の戦いでは、父・親正の代わりに会津出兵に参加し、そのまま東軍に与して関ヶ原本戦で武功を挙げた。父の親正は西軍に加わっていたが一正の功により罪を問われず、1万5千石の加増となった。慶長6年（1601年）、家督を継ぐ。慶長8年（1603年）、豊臣姓を下賜されている。
慶長13年（1608年）、妻子を江戸屋敷に居住させたため、その忠義を徳川秀忠より賞された。
慶長15年（1610年）、死去した。法泉寺に葬られた。家督は長男の正俊が継いだ。

## 系譜
父母
- 生駒親正（父）
- 高木正資の養女（母）

正室
- 堀秀重の娘

側室
- 於夏 ー 山下氏

子女
- 生駒正俊（長男）生母は正室
- 生駒正房（末男）生母は於夏（側室）
- 生駒正信
- 入谷盛之
- 山里 ー 猪熊教利室後に津守氏に再嫁後に生駒将監に再嫁
- 近藤政成正室後に佐々木高和室

養女
- 園池宗朝室 ー 生駒将監の娘